# 29972 Chriswan
29972 Chriswan este un asteroid din centura principală de asteroizi.

## Descriere
29972 Chriswan este un asteroid din centura principală de asteroizi. A fost descoperit pe 18 mai 1999 la Socorro, New Mexico, în cadrul proiectului LINEAR. Asteroidul prezintă o orbită caracterizată de o semiaxă mare de 3,12 ua, o excentricitate de 0,04 și o înclinație de 8,3° în raport cu ecliptica.